# Sažid Sažidov
Sažid Chalilrachmanovič Sažidov (in russo Сажид Халилрахманович Сажидов?; 6 febbraio 1980) è un ex lottatore russo, specializzato nella lotta libera.

## Palmarès

### Olimpiadi
- 1 medaglia:
  - 1 bronzo (Atene 2004 negli 84 kg)

### Mondiali
- 2 medaglie:
  - 2 ori (New York 2003 negli 84 kg; Canton 2006 negli 84 kg)

### Europei
- 2 medaglie:
  - 2 ori (Baku 2002 negli 84 kg; Budapest 2001 negli 85 kg)